# Iurreta
Iurreta en basque ou Yurreta en espagnol est une commune de Biscaye dans la communauté autonome du Pays basque en Espagne.
Le nom officiel de la ville est Iurreta.

## Géographie
Située dans le centre du territoire historique de la Biscaye et la partie la plus orientale de la comarque du Durangaldea, elle se trouve dans la vallée de la rivière Ibaizabal. Sur ses terres on a fondé la ville de Durango, à laquelle elle a été unie entre 1926 et 1990. Bilbao, la capitale de la province est distante de 30 km.
Iurreta est limitée par les municipalités suivantes : au nord par Ibarruri, au sud par Durango, à l'est par Garai et Abadiño et à l'ouest par Amorebieta-Etxano.

### Quartiers
Les quartiers d'Iurreta sont: Arriandi, Amatza, Goiuria, Orozketa, Oromiño, Bakixa et Santa Apolonia

## Communications
Les communications sont centrées sur la route nationale N-634 qui traverse la municipalité d'est en ouest tout comme l'autoroute AP-8 qui a une liaison ici. Les routes BI-6213, Durango - Beasain (Guipuscoa) et la BI-6211 qui va à Vitoria-Gasteiz. La célèbre route de la côte BI-3332, qui la relie à la côte biscaïenne.
La ligne de chemin de fer de voie étroite d'Euskotren a un arrêt à Durango, la reliant avec les capitales du Guipuscoa, Saint-Sébastien et de Biscaye, Bilbao.

## Hydrographie
Iurreta est établie dans la vallée de l'Ibaizabal, qu'il sert à délimiter la municipalité avec la ville voisine de Durango. Les affluents de l'Ibaizabal forment des vallées où sont établis de petits centres ruraux. Les rivières Oromiño et Zaldai sont remarquables.

## Orographie
Entre les blocs calcaires gigantesques qui forment la montagne Anboto et l'Aramotz, au sud et le vert et imposant Oiz au nord, s'ouvre la vallée de l'Ibaizabal où se trouve l'elizate. Cette vallée est jalonnée de multitude de petites collines couvertes de forêts autochtones ou plantations de pins insignes pour son exploitation forestière.

## Économie
L'économie de Iurreta est basée sur le secteur industriel. Les grandes quantités de terrain que possède la municipalité, sont adaptés pour l'implantation d'usines, ainsi que les bons moyens de communication a été déterminant pour qu'une multitude d'entreprises aient choisi l'elizate pour s'y établir.
Le secteur primaire: important dans les confréries rurales, est centré sur l'agriculture et le bétail, qui s'effectue dans de petites exploitations typiques, des fermes, mais qui sont consacrées à la commercialisation sur les marchés de la comarque. L'activité forestière avec des exploitations du bois de pin insignis est importante. Il y a aussi une petite exploitation minière (carrière) résiduelle.
Le secteur secondaire: il est important. Il y a des industries de transformation de tout type, de fonderie, quincaillerie, machine-outil… mais aussi papetière et de production de TV.
Le secteur des services: est quasi inexistant, est intimement attaché à celui de Durango. Quant à la restauration, il y a quelques établissements significatifs jouissant d'une certaine réputation. Iurreta est la base plusieurs importants services publics, les pompiers, le centre d'émission et de production de séries d'ETB, la brigade mobile de l'Ertzaintza ou le centre de gestion de l'AP-8 pour la partie biscaïenne.

## Histoire

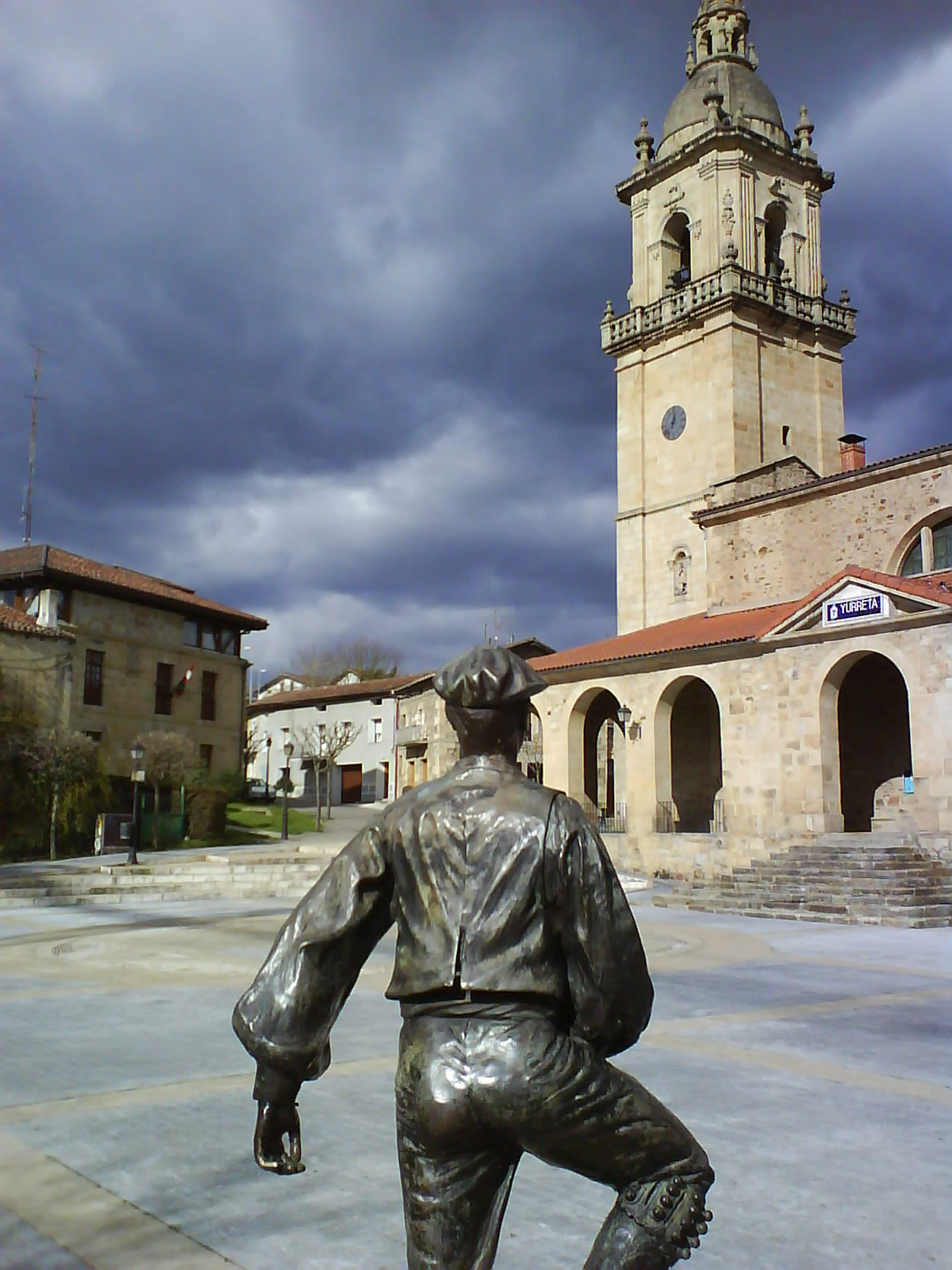
Place San Miguel

Comme pour toutes les elizates, ses origines se perdent dans le temps et se confondent avec celles de la Lur Laua de Biscaye. On a des nouvelles de la bataille qui s'est produite le 16 avril 890 dans les terres d'Orobio entre des Maures, venus de Navarre, et les chrétiens.
Quelques historiens situent la construction de la maison-tour de Iurreta par Pascual de Yurreta durant l'année 899. Autour de cette maison-tour se formera l'elizate. En 1072, le roi de Navarre fait une cession du monastère de San Martin d'Iurreta au monastère de San Millán de la Cogolla dans La Rioja.
Iurreta a fait partie de la mérindade de Durango. Il avait le siège et vote au nombre de 5 dans les Juntes de Guerediaga.
L'activité industrielle du fer a toujours été liée à la municipalité. Les forges, des moulins (d'où pourrait venir son nom), ont aussi été habituelles. Juan E. Delmas, au XIXe siècle la considérait déjà comme une de celles plus manufacturières de la Biscaye avec 6 forges. Ces forges ont fait place à de petites installations génératrices d'électricité dans les débuts de la révolution industrielle, au début du XXe siècle.
Durant la guerre de l'indépendance, elle est touchée dans les batailles contre les Français.
La situation avec l'Ibaizabal a fait que des inondations significatives se sont produites, comme celle du 8 septembre 1651, celle de mai 1801 ou celle d'août 1983 entre autres.
Le 12 novembre 1926, elle se rattache à la ville de Durango. Ce rattachement très impopulaire et durement rejeté par le peuple, qui demandait la séparation, laquelle se produira le 1er janvier 1990. Les raisons de ce rattachement est dû à la faible extension territoriale de la ville de Durango (qui a été fondée sur les terrains de cette elizate), et la croissance de cette dernière. La culture populaire raconte que l'annexion s'est produite pour d'autres causes : le maire d'Iurreta a vu que la source était à côté de l'église de Santa Maria que possédait Durango. Pour lui la source pour puiser de l'eau se trouvait loin et il a proposé au maire de Durango que s'il mettait cette source sur la place de l'église de Iurreta, celle-ci se rallierait à Durango. Ceux de Durango ont placé la source sur la place de Iurreta et ont annexé le village. Quand, en 1990, l'elizate se sépare, ceux de Durango ont réclamé leur source et celle-ci est retournée à son emplacement. On peut maintenant la voir près de l'église de Santa Maria (aujourd'hui basilique) et sur sa base on peut lire: 
On m'a emporté un 12 novembre 1926 et m'ont retourné le 1er janvier 1990.

## Le drapeau
On conserve un drapeau qui a été confectionné en 1911. Ce drapeau a le blason de l'elizate brodé dans le centre qui a été enlevé et remplacé plusieurs fois. Dans les années 1950, Blanca de Alzola, marquise de Iurreta, a demandé de confectionner un nouveau drapeau pour le groupe de danses local, mais ce nouveau drapeau n'a pas été fidèle avec l'originale. En 1977 on a fait, sur ordre des confréries, un nouveau drapeau fidèle à celui de 1911. En 1995 on a fait un nouveau drapeau, cette fois par ordre municipal, où figure l'année 1990, année de la séparation avec Durango.
Le drapeau est formé par une bordure grena qu'il encadre d'un autre composé de carrés jaune, de grenat et des beige, dans cette dernière il y a un grand tombé juste jaune avec un octogone grenat surmonté d'une étoile à 8 pointes, les pointes blanches et rosées sont alternés, dans le centre un cercle blanc dans lequel figure, d'une part le blason de Iurreta et d'autre part l'année « 1990 » entourés de motifs végétaux.

## Patrimoine

### Patrimoine civil

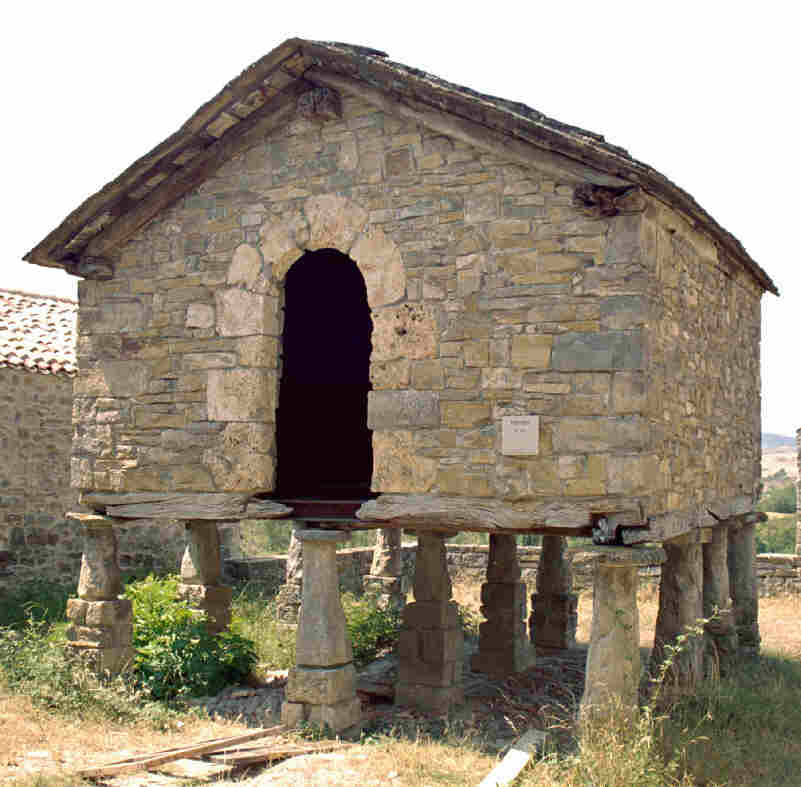
Raccard de plant carré au monastère de Santa Fe.

Dans le patrimoine monumental de Iurreta, il y a des exemplaires dignes d'être cités, tant dans l'architecture civile que religieuse.
Les fermes sont des exemples de l'architecture populaire remarquables. Ils subsistent encore (beaucoup ont disparu étant donné le manque de sensibilité des institutions) de nombreux exemplaires, comme ceux d'Iturrioz, Olabe Mayor, San Julian, Otalora et Uribe ondo. Il y a aussi des exemples de raccards comme celui d'ertzille ou ceux de Goiuria.
Nous avons des maisons palais non ruraux comme celle de Goikola, qui date de 1670 (actuelle la mairie), ou la Casa cural de 1739.
Le pont baroque d'Arandia est remarquable et le monument qui indique le début du « Chemin de la côte » de 1831.

### Patrimoine religieux
Dans l'aspect religieux il y a de nombreux petits ermitages sur toute la municipalité. Ici plus qu'ailleurs en Pays basque, on peut entendre le terme basque baseliza signifiant littéralement église de la forêt. L'église paroissiale est remarquable.
- L'église de San Miguel Árcangel : Ensemble religieux de deux époques et styles différents, d'une part la tour baroque construite par Joseph Zuaznabar en 1748 et d'autre part des temples construits par Alexo de Miranda et inaugurés en 1815. La tour correspond au modèle de tour-porche basque construite en grès, avec trois corps séparés par des moulures, et sur eux le clocher avec coupole, couronnée d'une ailette de fer. Le temple est de plant en croix grecque disposée sur un carré, et bordée, dans la partie sud et ouest, par un porche.
- Ermitage de Goiuria : cet ermitage souligne par la fenêtre pré-romane de tradition mozarabe, datée du XIe siècle.

## Personnalités liées à la commune
- Fernando Amorebieta (né à Cantaura, Venezuela, 29 mars 1985): joueur de football hispano-vénézuélien de l'Athletic Club.
- Joseba Sarrionandia (né à Iurreta (Biscaye) en 1958): poète et philologue basque.
- Antonio Barrutia (1933-2021), coureur cycliste.

### Sources
- (es) Cet article est partiellement ou en totalité issu de l’article de Wikipédia en espagnol intitulé « Yurreta » (voir la liste des auteurs).